# Dresden Zoo
Dresdens zoologiska djurpark är Tysklands fjärde äldsta, grundad 1861, med andra ord är det ett urbant zoo på begränsade ytor.
Parken skadades svårt, liksom resten av staden, under bombningarna 1945.
1996 fanns 406 djurarter (113 däggdjur) fördelade på 3 287 individer, totalt avlades 42 däggdjursarter, 37,2 % av beståndet. Parken hade samma år 545 955 besökare. 1999 byggdes ett nytt elefanthus i anslutning till ny huvudentré och restaurang, till större delen som ett glasväxthus.